# Scopula traducta
Scopula traducta là một loài bướm đêm trong họ Geometridae.